# Shinji Kagawa
Shinji Kagawa (Tarumi-ku, 17. ožujka 1989.) japanski je nogometaš koji trenutačno igra za japanski klub Cerezo Osaka.

## Klupska karijera
Igrao je za Cerezo iz Osake, Borussiju iz Dortmunda i Manchester United.

## Reprezentativna karijera
Za japansku reprezentaciju igrao je od 2008. godine. Odigrao je 77 utakmica postigavši 23 pogotka.
S japanskom reprezentacijom Shinji Kagawa igrao je na jedan svjetska prvenstva (2014.) dok je 2011. s Japanom osvojio AFC Azijski kup.

## Statistika
| Japan  | Japan | Japan |
| Godina | Nas.  | Gol.  |
| ------ | ----- | ----- |
| 2008.  | 6     | 1     |
| 2009.  | 4     | 1     |
| 2010.  | 7     | 1     |
| 2011.  | 11    | 6     |
| 2012.  | 9     | 3     |
| 2013.  | 16    | 4     |
| 2014.  | 10    | 3     |
| 2015.  | 14    | 4     |
| Ukupno | 77    | 23    |

## Vanjske poveznice
- National Football Teams